# Idioma protocushítico
El proto-cushítico es la protolengua reconstruida como el antecesor común de la familia de lenguas cushitas. Como en cualquier protolengua, las palabras y raíces que del proto-cushítico no están directamente atestiguadas en ningún texto escrito, sino que se han reconstruido mediante el método comparativo, que identifica similitudes regulares entre lenguas modernas, que retienen indicios de las formas originales, extrapolando formas antiguas a partir de estas similitudes.
No existe consenso sobre la ubicación exacta del Urheimat o región original donde se habló el proto-cushítico. Christopher Ehret ha conjeturado que dicha lengua pudo haberse originado en las Montañas del Mar Rojo. Las lenguas cushítas forman una rama de la macrofamilia más amplia formada por todas las lenguas afroasiáticas.

## Contexto histórico
Christopher Ehret ha argumentado en favor de una lengua proto-cushítica unificada en las Montañas del Mar Rojo que se remontaría al Holoceno temprano. Basándose en la evidencia onomástica disponible, se cree que los medjay y los blemios del norte de Nubia habrían hablado lenguas cushíticas relacionadas con el moderno idioma bedya. Las hipótesis que proponen que las lenguas cushitas fueron habladas por el pueblo de la cultura del Grupo C en el norte de Nubia, o por el pueblo de la cultura de Kerma en el sur de Nubia  son menos seguras y han sido debatidas por los especialistas.

## Desccripción lingüística

### Fonología
Una reconstrucción fonológica preliminar del proto-cushítico fue propuesta por Ehret (1987).
|              |              | Labial | Dental |       | Lateral      | Postalveolar / Palatal | Velar | Velar  | Faringal | Glotal |
| Simple       | Labializadas | Labial | Dental |       | Lateral      | Postalveolar / Palatal |       |        | Faringal | Glotal |
| ------------ | ------------ | ------ | ------ | ----- | ------------ | ---------------------- | ----- | ------ | -------- | ------ |
| Oclusivas    | Sordas       | (*p)   | *t     | (*ts) | *tɬ ?        |                        | *k    | *kʷ ?  |          | *ʔ     |
| Oclusivas    | Sonoras      | *b     | *d     | (*dz) | *dɮ / *tɬʼ ? |                        | *g    | *gʷ ?  |          |        |
| Oclusivas    | Eyectivas    | (*pʼ)  | *tʼ    | *tsʼ  | *dɮ / *tɬʼ ? | *tʃʼ                   | *kʼ   | *kʼʷ ? |          |        |
| Fricativas   | Sordas       | *f     |        | *s    | *ɬ ?         | *ʃ                     | *x    | *xʷ ?  | *ħ       | *h     |
| Fricativas   | Sonoras      |        |        | *z    |              |                        | *ɣ ?  | *ɣʷ ?  | *ʕ       |        |
| Nasales      | Nasales      | *m     | *n     |       |              |                        | (*ŋ)  | (*ŋʷ)  |          |        |
| Róticas      | Róticas      |        | *r     |       |              |                        |       |        |          |        |
| Aproximantes | Aproximantes |        |        |       | *l           | *j                     |       | *w     |          |        |

Ehret señala que, en particular, tanto para las africadas /*ts, *dz/, como para las nasales velares /*ŋ, *ŋʷ/ se existen una evidencia bastante limitada, mientras que /*p, *pʼ/ son difíciles de distinguir de otras consonantes testimoniadas en el material comparativo (por estas razones, estos fonemas se muestran con fondo más oscuro en la tabla).
La mayoría de las restantes consonantes tienen equivalentes exactos en el proto-cushítico oriental reconstruido, con excepción de aquellas marcadas con signos de interrogación. Un sistema propuesto por Appleyard como "ampliamente aceptado" excluye estos segmentos cuestionados, pero incluye /*tʃ, *dʒ/ y un contraste fonológico entre /*ɗ/ y /*tʼ/. Bender apoya tentativamente las reconstrucciones de Ehret para /*ts, *dz, *ŋ/ y las velares labializadas, pero en su estudio no encuentra etimologías inequívocas para estos fonemas reconstridos, ni tampoco para las fricativas laterales, velares o faríngeas, ni para las eyectivas.

#### Correspondencias fonéticas básicas
Las siguientes correspondencias básicas de consonantes obstruyentes siguen a Sasse (1979), con las correspondencias del beja y el agaw de Ehret (1987) y las del dahalo de Tosco (2000):
| Proto-cushítico (Ehret) | Bedya   | Proto-agaw (Appleyard) | Proto-cushítico oriental (Sasse) | Cushítico oriental (Tierras bajas) | Cushítico oriental (Tierras bajas) | Cushítico oriental (Tierras bajas) | Cushítico oriental (Tierras bajas) | Cushítico oriental (Tierras bajas) | Cushítico oriental (Tierras bajas) | Cush. Or. (Tierras altas) | Dullay | Yaaku | Dahalo  |
| Proto-cushítico (Ehret) | Bedya   | Proto-agaw (Appleyard) | Proto-cushítico oriental (Sasse) | Saho–Afar                          | Somalí                             | Rendille                           | Arbore                             | Oromo                              | Konso                              | Cush. Or. (Tierras altas) | Dullay | Yaaku | Dahalo  |
| ----------------------- | ------- | ---------------------- | -------------------------------- | ---------------------------------- | ---------------------------------- | ---------------------------------- | ---------------------------------- | ---------------------------------- | ---------------------------------- | ------------------------- | ------ | ----- | ------- |
| *b                      | b       | *b                     | *b                               | b                                  | b                                  | b                                  | b                                  | b                                  | p                                  | *b                        | p, b ¹ | p     | ɓ-, -b- |
| *d                      | d       | *d                     | *d                               | d                                  | d                                  | d                                  | d                                  | d                                  | t                                  | *d                        | t, d ¹ | t     | ɗ-, -d̪- |
| *z                      | d-, -y- | *dz, *z                | *z                               | d, z ²                             | d                                  | j                                  | z                                  | d                                  | t                                  | *dz ²                     | s, z ¹ | s     | d̪       |
| *t                      | t       | *t                     | *t                               | t                                  | t, -d-                             | t                                  | t                                  | t                                  | t                                  | *t                        | t, tʃ  | t     | t̪       |
| *g                      | g       | *g                     | *g                               | g                                  | g                                  | g                                  | g                                  | g                                  | k                                  | *g                        | k, g ¹ | k     | g       |
| *k                      | k       | *k                     | *k                               | k                                  | k, -g-                             | k                                  | k                                  | k                                  | k, x ³                             | *k                        | x, h ³ | k, x  | k       |
| *tʼ                     | s       | *ts                    | *ɗ                               | ɖ                                  | ɖ                                  | ɖ                                  | ɗ                                  | ɗ                                  | ɗ                                  | *tʼ                       | ɗ      | ɗ     | tʼ      |
| *kʼ                     | k       | *q                     | *kʼ                              | k, ∅                               | q                                  | x                                  | kʼ                                 | kʼ                                 | ʛ                                  | *kʼ                       | kʼ, q  | q     | kʼ      |
| *f                      | f       | *f                     | *f                               | f                                  | f                                  | f                                  | f                                  | f                                  | f                                  | *f                        | f      | p     | f       |
| *s                      | s       | *s                     | *s                               | s                                  | s                                  | s                                  | s                                  | f, s                               | s                                  | *s                        | s      | s     | s       |
| *ʃ                      | ʃ       | *ts                    | *ʃ                               | s                                  | s                                  | s                                  | s                                  | s                                  | s                                  | *ʃ                        | ʃ      | s     | ?       |
| *ħ                      | h       | ∅                      | *ħ                               | ħ                                  | ħ                                  | ħ                                  | h                                  | h, ∅                               | h                                  | h                         | ħ      | h     | ħ       |
| *h                      | h       | ∅                      | *h                               | h                                  | h                                  | h                                  | h                                  | h, ∅                               | h                                  | h                         | ∅      | h     | h       |
| *ʕ                      | ʔ       | *ʔ                     | *ʕ                               | ʕ                                  | ʕ                                  | ʕ                                  | ʔ                                  | ʔ, ∅                               | ʔ, ∅                               | ʔ                         | ʕ      | ʔ     | ʕ       |
| *ʔ ⁴                    | ʔ       | *ʔ                     | *ʔ                               | ʔ                                  | ʔ                                  | ʔ                                  | ʔ                                  | ʔ, ∅                               | ʔ, ∅                               | ʔ                         | ʔ, ∅   | ʔ     | ʔ       |

1. /b/, /d/, /g/, /z/ se conservan en el ts'amakko.
2. /z/ se conserva en el norte del saho. Dentro del cushítico oriental alto, /z/ aparece en el alaba y el kambaata, /d/ en otras lenguas.[11]
3. *k evoluciona en konso a /x/ ante las vocales *a, *o; en el gidole, estrechamente relacionado, siempre a /h/. En dullay, *k evoluciona a /h/ en el harso, /x/ en el gawwada.
4. En posición inicial de palabra, /ʔ/ aparece automáticamente ya que no es posible que la palabra empiece por vocal.

Las sonorantes /*m, *n, *l, *r, *j, *w/ normalmente permanecen sin cambios en todas las lenguas cushitas, con la excepción de /*j, *w/ > //dʒ/, /v// en dahalo y una fusión de /*l/ y /*r/ en hadiyya, una lengua cushítica oriental de las tierras altas .
Las principales leyes fonéticas condicionales involucran palatalización, especialmente en todas las lenguas somaloides así como en oromo, y varias simplificaciones de grupos consonánticos.

#### Consonantes glotalizadas
Las consonantes eyectivas e implosivas muestran correspondencias multifacéticas entre las lenguas cushíticas, particularmente en oromo, las lenguas konsoides, las lenguas dullay y las lenguas cushíticas orientales de las tierras altas y es probable que deban reconstruirse más segmentos que /*tʼ/, los cuales sin embargo han convergido como /ɗ/ o /ɖ/ en la mayoría de las lenguas cushíticas orientales de tierras bajas.
Appleyard no postula ninguna consonante glotalizada para el proto-agaw y reconstruye uvulares /*q, *qʷ/ para correspondencias de /kʼ/, /kʼʷ/ en el bilin, respectivamente, con, por ejemplo, /χ/, /χʷ/ o /q/, /qʷ/ en el resto de la subfamilia. Fallon (2009) argumenta que el valor del bilin se conserva desde el proto-cushítico y que /*kʼ, *kʼʷ/ deberían reconstruirse aún para el proto-agaw.
Las bilabiales glotalizadas /pʼ, ɓ/ no son comunes en cushítico. En oromo, /pʼ/ parece surgir de *b más una consonante laríngea, *ʕ o *ʔ, por ejemplo, oromo /ɲaːpʼa/ 'enemigo' < proto-cushita oriental (pCO) *neʕb-, similar a saho-afar /-nʕeb-/ 'odiar'; oromo /supʼeː/ 'arcilla', rendille /sub/ 'barro' < pCO *subʔ-. Ehret encuentra /pʼ/ en dahalo como base para reconstruir *pʼ para el proto-cushítico meridional y, al encontrar además /ɓ/ en yaaku, propone que ocurrió como un fonema raro ya en el proto-cushítico. La mayoría de las otras lenguas muestran /b/. 

#### Consonantes adicionales
Sasse reconstruye tentativamente *x como proto-cushítico oriental basándose en dullay y yaaku, pero encuentra que las correspondencias en otros lugares no son claras. Ehret identifica estas además con *x, *xʷ que ocurren en cushítico meridional y agaw, y encuentra en beja reflejos como las oclusivas /k/, /kʷ/. Para las correspondientes sonoras *ɣ, *ɣʷ en agaw, que solo ocurren en posición medial de palabra, propone correspondencias como beja /g/, /gʷ/; la mayoría del cushítico oriental *g, pero implosiva /ɠ/ en yaaku y dullay; las fricativas sordas *x, *xʷ en cushítico meridional. Una correspondencia restante en posición inicial de palabra de /k-/, /kʷ-/ en beja y agaw pero nuevamente *x, *xʷ en cushítico meridional se asigna entonces para representar proto-cushítico *ɣ, *ɣʷ en posición inicial de palabra.
Los siguientes consonantes solo han sido propuestas en detalle por Ehret:
- *p se basa en el cushítico meridional. Ehret propone que en otros lugares, con una posible excepción del awngi, ha convergido con *b.[20]
- *ts (en nueve ejemplos) difiere de *s en que se conserva en el kw'adza y el dahalo, y en que produce /s/ en lugar de /f/ en oromo.[21]
- *dz (cuatro ejemplos) produce agaw *ts o *tʃ, cushítico oriental *s, cushítico meridional *dz. Un ejemplo sugiere /s/ en beja.[21]
- *ŋ (diez ejemplos), *ŋʷ (dos ejemplos) se basan nuevamente en cushítico meridional, y se fusionan con *n en la mayoría de las lenguas, pero podrían reflejarse como /ɲ/ en oromo, arbore y yaaku en algunos casos. La nasal velar *ŋ también se reconstruye para agaw, pero Ehret encuentra que en su mayoría no está relacionada y parece surgir allí principalmente de proto-cushítico *m.[22] [25]

#### Vocales
La mayoría de las lenguas cushíticas coinciden en un sistema vocálico simple de /a/, /e/, /i/, /o/, /u/ además de vocales largas. Ehret reconstruye este sistema como ya proto-cushítico. Bender no encuentra que las vocales medias /*e, *ee, *o, *oo/ estén respaldadas por etimologías claras fuera del cushítico oriental.
Más instancias de vocales largas surgen en muchas lenguas a través de la vocalización de las consonantes laríngeas /*ħ, *ʕ, *h, *ʔ/ y la monoptongación de las combinaciones /*ay, *ey, *aw/.
Un sistema vocálico bastante diferente aparece en las lenguas agaw, idéntico al de las vecinas lenguas etiópicas. Ehret propone el siguiente desarrollo:
| Proto-cushítico | Proto-agaw |     | Proto-cushítico | Proto-agaw |
| *a              | *ä [ɐ]     | *aa | *a              |            |
| *e              | *a         | *ee | *ə [ɨ]          |            |
| *o              | *a         | *oo | *ə [ɨ]          |            |
| *i              | *ə [ɨ]     | *ii | *i              |            |
| *u              | *ə [ɨ]     | *uu | *u              |            |

Al menos la distinción entre /*i/ y /*u/ a menudo permanece en la aparición palatalización o labialización en consonantes adyacentes.